# 성 (중화인민공화국)
성(중국어 간체자: 省, 병음: Shěng)은 중화인민공화국의 성급 행정구 중 가장 많은 수를 차지하는 행정 구역이다. 현재 22개의 성이 있으며, 중화민국이 통치하고 있는 타이완성을 명목상의 성으로 규정하고 있다.
각 성의 지방 행정은 성 인민정부의 장인 성장(중국어 간체자: 省长, 병음: shěngzhǎng)이 관할하며, 성 인민대표대회(중국어 간체자: 人民代表大会, 병음: Rénmín Dàibiǎo Dàhuì)가 성 단위 입법을 관할하고 중국공산당의 지부가 당위서기(党委书记)와 성위상위(省委常委)를 선출한다.

## 성 목록
| GB/T 2260-2007 | ISO   | 성         | 중국어 병음                 | 성도     | 인구 (2020) | 인구밀도 (km2당) | 면적 (km2) | 약자               |
| -------------- | ----- | ---------- | --------------------------- | -------- | ----------- | ---------------- | ---------- | ------------------ |
| HE             | CN-HE | 허베이성   | 河北省 Héběi Shěng          | 스자좡   | 74,610,235  | 393.08           | 189,809    | 冀 Jì              |
| SX             | CN-SX | 산시성     | 山西省 Shānxī Shěng         | 타이위안 | 34,915,616  | 222.80           | 156,713    | 晋 Jìn             |
| LN             | CN-LN | 랴오닝성   | 辽宁省 Liáoníng Shěng       | 선양     | 42,591,407  | 289.59           | 147,076    | 辽 Liáo            |
| JL             | CN-JL | 지린성     | 吉林省 Jílín Shěng          | 창춘     | 24,073,453  | 126.51           | 190,282    | 吉 Jí              |
| HL             | CN-HL | 헤이룽장성 | 黑龙江省 Hēilóngjiāng Shěng | 하얼빈   | 31,850,088  | 67.37            | 472,766    | 黑 Hēi             |
| JS             | CN-JS | 장쑤성     | 江苏省 Jiāngsū Shěng        | 난징     | 84,748,016  | 847.91           | 99,949     | 苏 Sū              |
| ZJ             | CN-ZJ | 저장성     | 浙江省 Zhèjiāng Shěng       | 항저우   | 64,567,588  | 615.67           | 104,873    | 浙 Zhè             |
| AH             | CN-AH | 안후이성   | 安徽省 Ānhuī Shěng          | 허페이   | 61,027,171  | 436.29           | 139,879    | 皖 Wǎn             |
| FJ             | CN-FJ | 푸젠성     | 福建省 Fújiàn Shěng         | 푸저우   | 41,540,086  | 335.66           | 123,756    | 闽 Mǐn             |
| JX             | CN-JX | 장시성     | 江西省 Jiāngxī Shěng        | 난창     | 45,188,635  | 270.69           | 166,939    | 赣 Gàn             |
| SD             | CN-SD | 산둥성     | 山东省 Shāndōng Shěng       | 지난     | 101,527,453 | 643.78           | 157,704    | 鲁 Lǔ              |
| HA             | CN-HA | 허난성     | 河南省 Hénán Shěng          | 정저우   | 99,365,519  | 600.52           | 165,467    | 豫 Yù              |
| HB             | CN-HB | 후베이성   | 湖北省 Húběi Shěng          | 우한     | 57,752,557  | 310.87           | 185,776    | 鄂 È               |
| HN             | CN-HN | 후난성     | 湖南省 Húnán Shěng          | 창사     | 66,444,864  | 313.65           | 211,842    | 湘 Xiāng           |
| GD             | CN-GD | 광둥성     | 广东省 Guǎngdōng Shěng      | 광저우   | 126,012,510 | 700.02           | 180,013    | 粤 Yuè             |
| HI             | CN-HI | 하이난성   | 海南省 Hǎinán Shěng         | 하이커우 | 10,081,232  | 294.27           | 34,259     | 琼 Qióng           |
| SC             | CN-SC | 쓰촨성     | 四川省 Sìchuān Shěng        | 청두     | 83,674,866  | 174.93           | 484,056    | 川(蜀) Chuān (Shǔ) |
| GZ             | CN-GZ | 구이저우성 | 贵州省 Guìzhōu Shěng        | 구이양   | 38,562,148  | 218.93           | 176,140    | 贵(黔) Guì (Qián)  |
| YN             | CN-YN | 윈난성     | 云南省 Yúnnán Shěng         | 쿤밍     | 47,209,277  | 123.20           | 383,195    | 云(滇) Yún (Diān)  |
| SN             | CN-SN | 산시성     | 陕西省 Shǎnxī Shěng         | 시안     | 39,528,999  | 192.24           | 205,624    | 陕(秦) Shǎn (Qín)  |
| GS             | CN-GS | 간쑤성     | 甘肃省 Gānsù Shěng          | 란저우   | 25,019,831  | 54.70            | 457,382    | 甘(陇) Gān (Lǒng)  |
| QH             | CN-QH | 칭하이성   | 青海省 Qīnghǎi Shěng        | 시닝     | 5,923,957   | 8.58             | 690,355    | 青 Qīng            |
| TW             | CN-TW | 타이완성   | 台湾省 Táiwān Shěng         | 타이페이 | 23,162,123  | 650.97           | 36,161     | 台(臺) Tái         |

1. ↑  괄호 안은 비격식
2. ↑  푸젠성의 대부분은 중화인민공화국이 통치하고 있으나, 중화민국이 푸젠성으로 진먼현과 롄장현을 통치하고 있다.
3. ↑  광둥성의 대부분은 중화인민공화국이 통치하고 있으나, 중화민국이 프라타스섬을 과거 하이난 특별행정구로서 통치하였고 현재 가오슝시가 관할하고 있다.
4. ↑  하이난성의 대부분은 중화인민공화국이 통치하고 있으나, 중화민국이 타이핑섬을 하이난 특별행정구로서 통치하였고 현재 가오슝시가 관할하고 있다.
5. ↑  별도 ISO 3166-2 코드 사용: TW
6. ↑  중화인민공화국은 타이완을 23번째 성으로 인식하고 있으나 현재 타이완섬은 중화민국이 통치하고 있다. 대만 문제 문서 참조

## 같이 보기
- 중화인민공화국의 행정 구역
- 성 (행정 구역)